# Valle Superior del Medio Rin
El Paisaje cultural del Valle Superior del Medio Rin, también conocido como el Rin romántico, es un tramo de 65 kilómetros de longitud del valle del río Rin entre las ciudades de Bingen am Rhein y Coblenza, en el estado federal de Renania-Palatinado, Alemania. Ha sido inscrito como Patrimonio de la Humanidad por la Unesco en junio de 2002 por ser un conjunto único que asocia un patrimonio geológico, histórico, cultural e industrial. Abarca un área protegida de 27.250 ha y un área de respeto de 34.680 ha.
Las rocas de este lugar son de tipo sedimentario, pertenecientes al período geológico devónico. Las rocas sufrieron un plegado considerable durante el período carbonífero. La garganta fue cavada en períodos geológicos más recientes, por el hundimiento de la falla renana. El río fluye por un cañón que alcanza en algunos lugares los 200 metros de profundidad, como a la altura del risco Lorelei.
El valle goza de un microclima y alberga diferentes especies animales y vegetales que habitualmente no se encuentran en otros lugares de la región. Sus laderas han sido acondicionadas por medio de terrazas, en particular para cultivar la vid sobre las laderas expuestas al sur.
El río constituyó una importante vía comercial de Europa central desde la época prehistórica, y los hombres habitaron sus orillas desde muy temprano. Estas pequeñas ciudades cambiaron poco en el curso de la Historia, pues los lugares donde se ubicaban no se podían extender. Con el éxito del comercio aparecieron los primeros castillos fuertes, y la región se convirtió en el corazón económico del Sacro Imperio Romano Germánico. Se vio directamente implicada en la Guerra de los Treinta Años, que ocasionó la destrucción de la inmensa mayoría de los castillos, que hoy son una de las principales atracciones de la región. Después de haber sido una de las fronteras del Primer Imperio Francés como la República Cisrenana, el valle pasó a Prusia en el siglo XIX y el valle fue asociado románticamente al esplendor de Alemania. 
Esta parte del valle del Rin tiene una gran riqueza folclórica. Aquí se encuentra el legendario castillo que figura en la ópera El ocaso de los dioses. El festival anual del Rin en llamas propone una espectacular pirotecnia en Sankt Goar en septiembre y en Coblenza en agosto. Las mejores vistas se encuentran desde alguno de los numerosos barcos alquilados para la ocasión. 
También se alza en la región el Burg Pfalzgrafenstein ("el Pfalz"); castillo aduanero sobre el islote rocoso Falkenau en medio del Rin, frente a la villa de Kaub. Este antiguo fuerte tiene una torre del homenaje pentagonal construida por el emperador Luis IV de Baviera. Alrededor de la torre, entre 1339 y 1342, se construyó la muralla defensiva hexagonal, de dos metros de altura y hasta 2,60 de grosor rematada por un adarve techado. Modificaciones posteriores, realizadas entre 1607 y 1755, fueron las torretas de las esquinas, el bastión del cañón, apuntando aguas arriba y la característica cubierta barroca de la torre, con la que alcanza una altura de 36 metros.
Adquirido por Prusia en 1866, y fue usado como puesto de señales para la navegación fluvial, en 1946 pasó a ser propiedad del estado de Renania-Palatinado y transformado en un museo.